# Mutarazi-Fälle
Die Mutarazi-Fälle (auch Mtarazi-Fälle) liegen im Osten Simbabwes, nahe der Grenze zu Mosambik.

## Geografie
Der Wasserfall befinden sich etwas südlich des Nyanga-Nationalparks, auf der Grenze zwischen den Distrikten Nyanga und Mutasa, im Osten der Provinz Manicaland. Es sind die fallenden Wasser des kleinen Flusses Mtarazi, ein Fluss im oberen Einzugsgebiet des Flusses Pungwe.
Die Fälle gehören mit 762 m, nach anderen Quellen 479 m, zu den höchsten der Welt.

## Honde-Tal
Das Honde-Tal, in das der Wasserfall stürzt, ist sehr fruchtbar. Es beherbergt verschiedene Flora und Fauna. Dazu gehören Pinienwälder, Teeplantagen, Orchideen, Farne, Affen, Vögel und Schmetterlinge.

## Tourismus
Der Wasserfall kann von verschiedenen Aussichtspunkten betrachtet werden und es gibt einen eine 90 Meter lange Hängebrücke, die das Tal vor dem Wasserfall überspannt. Es gibt vor Ort die Möglichkeit, extreme Sportarten wie Bungee-Jumping zu praktizieren. Auch gibt es eine Zipline, die mit 500 Meter Höhe, die höchste der Welt ist. Nahe gelegenen Sehenswürdigkeiten sind der Nyanga-Nationalpark, die Pungwe-Fälle, die Nyangombe-Fälle und das Rhodes Museum.